# 帕克韋村 (肯塔基州)
帕克韋村（英語：Parkway Village）是一個位於美國肯塔基州傑佛遜縣的城市。

## 地方資料
根據2020年美國人口普查的數據，帕克韋村的面積為0.23平方千米，當中陸地面積為0.23平方千米，而水域面積為0.00平方千米。當地共有人口623人，而人口密度為每平方千米2,708.7人。